# World's End (MUCCの曲)
「World's End」（ワールズ・エンド）は、MUCCの楽曲で、30枚目のシングル。2013年10月30日、ソニー・ミュージックアソシエイテッドレコーズから発売された。

## 概要
前作「HALO」に続く、2ヶ月連続リリースシングルの第2弾。表題曲は、UHFアニメ『メガネブ!』のオープニングテーマ。2012年の「MOTHER」以来となるアニメタイアップ作。
初回限定盤には、アルバム『シャングリラ』の収録曲のデモ音源が収録されている。正式タイトルと、デモ音源時のタイトルの両方が記載されている。また、「World's End」のミュージックビデオ及びメイキング映像も封入。
通常盤の他、アニメ描き下ろし三方背スリーブ仕様ジャケットの期間生産限定盤も発売。

## 収録曲
- 全編曲：ミヤ

### 初回生産限定盤
1. World's End
作詞・作曲：ミヤ
2. 自演奴(ジ・エンド)
作詞・作曲：逹瑯

#### DEMOgri-La of Shangri-La BOX
「自演奴」の後に無音トラックが2トラック収録されており、5トラック目からアルバム『シャングリラ』のデモ音源が収録されている。
カッコ（）内は当時の仮タイトルである。
1. (BD)Mr.Liar
2. (Wow Wow Wow)G.G.
3. (Party)アルカディア featuring. DAISHI DANCE
4. (ELE LIGHT)ニルヴァーナ
5. (39分67秒)ハニー
6. (チェルノブイリ)終着の鐘
7. (Juliet)ピュアブラック
8. (乱舞)狂乱狂唱〜21st Century Baby〜
9. (ブライ)Marry You
10. (夜空)夜空のクレパス
11. (エース)You & I
12. (BROTHER)MOTHER
13. (LAST SONG)シャングリラ

### 通常盤
1. World's End
2. WateR
作詞・作曲：ミヤ
3. Mr.Liar -JaQua Remix-

### 期間限定生産盤
1. World's End
2. World's End ORIGINAL KARAOKE!
3. World's End TV EDIT
4. HALO -HIGH FLUX MIX-

## 曲解説
World's End
キャッチーで疾走感溢れるロックチューン。歌詞は、作詞担当のミヤ曰く「おとぎ話をモチーフにした」とのこと。おとぎ話は一見そうは見えなくとも、その背景には意外と怖い意味が含まれている点ということから、詞の裏側の世界も見て欲しいと語っている。
作曲に関しては、あらかじめ100個ほどのタイトルを出した後10個ほどに候補を絞り、その中からなら好きなタイトルを選んで作曲してもよいという方法で作られた。メンバー各々がコードとメロディーのみで原曲を作るというアナログな方法がとられ、YUKKEやSATOちも同タイトルの異なる曲を作っている。原曲の時点では暗い印象の曲だったが、ミヤの意向により歌詞とは対照的な明るい雰囲気のメロディーにアレンジされた。
自演奴
ロカビリー、パンク、ヘヴィロックの要素が盛り込まれた曲。タイトルは逹瑯が書いていた「Welcome to the END」という歌詞からダジャレでとったもの。世の中の情報はどこまでが本当でどこからが嘘なのか、わからない恐怖を歌詞に著しており、表題曲と世界観がマッチしたのは偶然だという。
非常にテンポが速く激しいナンバーで、作曲者の逹瑯曰く「ライブでぐっちゃぐちゃになって暴れられる曲を作りたかった」とのこと。当初はメタルの要素が強かったが、ミヤの編曲によりハードコアに近い曲調となった。
WateR
ダンスミュージックの要素も入った軽快なナンバー。とにかく何もヒネることなく、シンプルに作り上げられた。